# Riedbach (Bawaria)
Riedbach – miejscowość i gmina w Niemczech, w kraju związkowym Bawaria, w rejencji Dolna Frankonia, w regionie Main-Rhön, w powiecie Haßberge, wchodzi w skład wspólnoty administracyjnej Hofheim in Unterfranken. Leży około 7 km na południowy zachód od Haßfurtu, nad rzeką Riedbach, przy drodze B303.

## Demografia
| Rok  | Liczba mieszk. |
| 1970 | 1892           |
| 1972 | 1902           |
| 1987 | 1724           |
| 2000 | 1764           |
| 2001 | 1895           |
| 2005 | 1720           |

## Polityka
Wójtem od powstania gminy w 1978 jest Theo Diem (był wójtem przez 6 kadencji, w 2008 nie będzie kandydował). Rada gminy składa się z 13 członków:
|      | CSU | Wolna Grupa Wyborców | Lista Kreuzthaler | Lista Kleinmünster | Razem     |
| 2002 | 7   | 4                    | 1                 | 1                  | 13 miejsc |